# マガリ・カルバハル
マガリ・カルバハル・リベラ（英表記:Magaly Carvajal Rivera、1968年12月18日 - ）は、キューバの元女子バレーボール選手。バルセロナオリンピック及びアトランタオリンピック金メダリスト。

## 来歴
カルバハルは史上最高のセンタープレーヤーと呼ばれ、世界最高レベルと評されたアタッカーたちが放つスパイクをキルブロックしてきた。垂直跳びによる最高到達点は335cmで、匹敵できるのは同じくキューバ代表で永年活躍したミレヤ・ルイスだけである。カルバハルの視線は、ネット越しの相手アタッカーたちを威嚇したという。チームメートは畏敬の念をこめて「the look of death」（死の視線）と呼んだ。
カルバハルが参加したキューバ代表はオリンピック3連覇を成し遂げ、1996年には「top three players」の栄に浴した。
日本のVリーグでも1シーズンだけプレーをしたことがある。1995-96年の第2回Vリーグではダイエーに所属し、ベスト6及び猛打賞に輝いた。
1998年にはスペインの市民権を取得して、2001年から2002年までスペイン代表に名を連ねた。2003-04年シーズンにはテネリフェ・マリシャルに加入し、同チームをヨーロッパチャンピオンズリーグ優勝へと導いた。2010年9月にスペイン2部リーグのFeel Volley Alcobendasに選手兼監督として招聘された。
2011年にバレーボール殿堂入りを果たした。

## 参考
- マガリ・カルバハル - Olympedia（英語）
- バレーボール殿堂 - MAGALY CARVAJAL